# Читлук (Крушевац)
Читлук је предграђе (приградско насеље) града Крушевца у Расинском округу. Према попису из 2022. било је 2770 становника (према попису из 1991. било је 2978 становника).
Увече 8. јануара 1936, приликом преласка Западне Мораве, утопило се осам лица.

## Демографија
У насељу Читлук живи 2498 пунолетних становника, а просечна старост становништва износи 38,5 година (37,3 код мушкараца и 39,6 код жена). У насељу има 873 домаћинства, а просечан број чланова по домаћинству је 3,61.
У књизи „Арачки протокол из 1834. године за варош Крушевац” наведено је да је у Читлуку било 395 становника 1834. године.
Ово насеље је великим делом насељено Србима (према попису из 2002. године), а у последња три пописа, примећен је пораст у броју становника.
|  |

| Демографија | Демографија | Демографија |
| Година      | Становника  | Становника  |
| ----------- | ----------- | ----------- |
| 1948.       | 1.543       |             |
| 1953.       | 1.663       |             |
| 1961.       | 1.804       |             |
| 1971.       | 2.155       |             |
| 1981.       | 2.694       |             |
| 1991.       | 2.978       | 2.912       |
| 2002.       | 3.154       | 3.245       |

| Етнички састав према попису из 2002.‍ | Етнички састав према попису из 2002.‍ | Етнички састав према попису из 2002.‍ | Етнички састав према попису из 2002.‍ | Етнички састав према попису из 2002.‍ |
| ------------------------------------ | ------------------------------------ | ------------------------------------ | ------------------------------------ | ------------------------------------ |
|                                      |                                      |                                      |                                      |                                      |
| Срби                                 | Срби                                 |                                      | 2.981                                | 94,51%                               |
| Роми                                 | Роми                                 |                                      | 142                                  | 4,50%                                |
| Црногорци                            | Црногорци                            |                                      | 4                                    | 0,12%                                |
| Македонци                            | Македонци                            |                                      | 2                                    | 0,06%                                |
| Југословени                          | Југословени                          |                                      | 2                                    | 0,06%                                |
| Хрвати                               | Хрвати                               |                                      | 1                                    | 0,03%                                |
| Русини                               | Русини                               |                                      | 1                                    | 0,03%                                |
| Руси                                 | Руси                                 |                                      | 1                                    | 0,03%                                |
| Бугари                               | Бугари                               |                                      | 1                                    | 0,03%                                |
| непознато                            | непознато                            |                                      | 15                                   | 0,47%                                |

| Година пописа     | 1948. | 1953. | 1961. | 1971. | 1981. | 1991. | 2002. |
| ----------------- | ----- | ----- | ----- | ----- | ----- | ----- | ----- |
| Број домаћинстава | 300   | 338   | 424   | 540   | 730   | 790   | 873   |

| Број чланова      | 1   | 2   | 3   | 4   | 5  | 6  | 7  | 8  | 9 | 10 и више | Просек |
| ----------------- | --- | --- | --- | --- | -- | -- | -- | -- | - | --------- | ------ |
| Број домаћинстава | 108 | 185 | 124 | 223 | 80 | 98 | 32 | 12 | 7 | 4         | 3,61   |

| Пол    | Укупно | Неожењен/Неудата | Ожењен/Удата | Удовац/Удовица | Разведен/Разведена | Непознато |
| ------ | ------ | ---------------- | ------------ | -------------- | ------------------ | --------- |
| Мушки  | 1.272  | 373              | 821          | 54             | 24                 | 0         |
| Женски | 1.339  | 250              | 840          | 195            | 51                 | 3         |
| УКУПНО | 2.611  | 623              | 1.661        | 249            | 75                 | 3         |

| Пол    | Укупно                    | Пољопривреда, лов и шумарство | Рибарство                            | Вађење руде и камена | Прерађивачка индустрија       |
| ------ | ------------------------- | ----------------------------- | ------------------------------------ | -------------------- | ----------------------------- |
| Мушки  | 604                       | 19                            | 0                                    | 1                    | 283                           |
| Женски | 367                       | 14                            | 0                                    | 2                    | 163                           |
| УКУПНО | 971                       | 33                            | 0                                    | 3                    | 446                           |
| Пол    | Производња и снабдевање   | Грађевинарство                | Трговина                             | Хотели и ресторани   | Саобраћај, складиштење и везе |
| Мушки  | 26                        | 36                            | 79                                   | 12                   | 34                            |
| Женски | 4                         | 3                             | 65                                   | 10                   | 7                             |
| УКУПНО | 30                        | 39                            | 144                                  | 22                   | 41                            |
| Пол    | Финансијско посредовање   | Некретнине                    | Државна управа и одбрана             | Образовање           | Здравствени и социјални рад   |
| Мушки  | 9                         | 16                            | 27                                   | 14                   | 7                             |
| Женски | 7                         | 6                             | 5                                    | 23                   | 42                            |
| УКУПНО | 16                        | 22                            | 32                                   | 37                   | 49                            |
| Пол    | Остале услужне активности | Приватна домаћинства          | Екстериторијалне организације и тела | Непознато            | Непознато                     |
| Мушки  | 16                        | 0                             | 0                                    | 25                   | 25                            |
| Женски | 7                         | 0                             | 0                                    | 9                    | 9                             |
| УКУПНО | 23                        | 0                             | 0                                    | 34                   | 34                            |